# ベルナルド・エスピノサ
ベルナルド・ホセ・エスピノサ・スニガ（Bernardo José Espinosa Zúñiga、1989年7月11日 - ）は、コロンビア・サンティアゴ・デ・カリ出身のプロサッカー選手。アトレティコ・ナシオナル所属。ポジションは、ディフェンダー。

## 経歴
セビージャFCの下部組織出身。リザーブチームでは主力を担ったが、トップチームでは全く出番を得られず、ラシン・サンタンデール、次いでスポルティング・ヒホンにレンタル移籍した。2013年6月、ヒホンに完全移籍。
2016年6月15日、プレミアリーグに昇格したミドルズブラFCと3年契約を結んだ。しかし、1年でフットボールリーグ・チャンピオンシップに降格し、ジローナFCに移籍。
2019年7月6日、RCDエスパニョールへの1年間のローン移籍が発表された。
2024年1月5日、プロデビューから10年以上を過ごした欧州から離れ、祖国コロンビアのアトレティコ・ナシオナルにフリーで加入した。

## 代表経歴
コロンビア代表には2015年11月に一度招集を受けているが、出場歴はない。

## タイトル

### 個人
- セグンダ・ディビシオンベストイレブン: 2014–15[6]